# مقاومت موسی داغ
مقاومت موسی داغ (Musa Dagh defense) اشاره به مقاومتی است که اهالی ۶ روستای ارمنی‌نشین اطراف کوه موسی داغ در استان هاتای (موسی داغ یعنی کوه موسی) به مدت ۵۳ روز از (۲۱ ژوئیه ۱۹۱۵م تا ۱۲ سپتامبر ۱۹۱۵م) در مقابل یورش نیروهای منظم و نامنظم دولت عثمانی ایستادگی نمودند.

## تاریخ

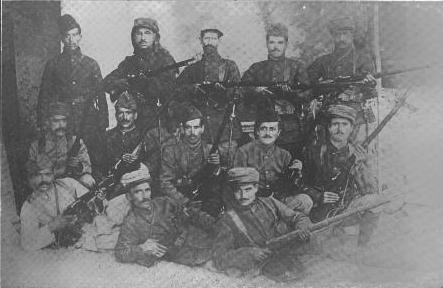
رزمندگان ارمنی در موسی داغ تعداد آنان بین ۵۰۰ تا ۶۰۰ نفر بودند.

نماینده دولت عثمانی در استان هاتای دستور رسمی دریافت می‌نماید مبنی بر اینکه اهالی روستاهای ارمنی آن منطقه که تعداد آنان بیش از پنج هزار نفر بودند را تبعید نماید؛ ولی اهالی غیرنظامی تن به زیر بار تبعید نمی‌دهند، به بالای کوه موسی داغ پناه می‌برند، و در آنجا با تشکیل نیروهای دفاعی بیش از یک ماه در برابر حملات مکرر سپاهیان عثمانی که تعداد آنان بیش از ۱۵۰۰ نفر بودند مقاومت می‌کنند و تلفات سنگینی بر مهاجمان تحمیل می‌کنند.
در نهایت کشتی‌های فرانسوی با دیدن مقاومت مسیحیان که در معرض قتل‌عام بودند به کمک آنها شتافتند و توانستند ۴۲۳۱ نفر از ارمنی‌ها را به مصر در بندر پورت سعید منتقل نماید.
در کتاب آبی که دولت بریتانیای کبیر آن را به شرح رفتار تُرکان عثمانی با ساکنان ارمنی آسیای صغیر اختصاص داده‌است مبدأ و ماجرای این حماسه را در چند جمله کوتاه تشریح و ترسیم شده‌است. در آنجا از قول ارمنیان می‌نویسد:
«ما چون می‌دانستیم دفاع از آبادیهایمان که در دشت پای کوه واقعند امکان‌پذیر نیست تصمیم گرفتیم تا به بالای ارتفاعات موسی داغ عقب بنشینیم، و تا آنجا که برایمان ممکن بود خوراک و لوازم دیگر زندگی با خود بردیم. همه گله‌های گوسفند و بز را نیز با خود به بالای کوه بردیم، و هر سلاح دفاعی هم که در اختیار داشتیم تمیز و آماده کردیم. پنجاه قبضه تفنگ ساخت یونان. برای هر تفنگی هم سی مخزن باروت است که با هر تفنگی می‌توان یکصد و پنجاه تیر انداخت و یکصد تفنگ قدیمی ساچمه‌ای و اسلحه دستی داشتیم.»
در سال ۱۹۱۸ سنجاق اسکندرون تحت کنترل دولت فرانسه قرار گرفت عده کمی از ارمنیان به روستاهای خود بازگشتند ولی در ۲۹ ژوئن سال ۱۹۳۹م پس از توافق فرانسه و ترکیه آن استان به ترکیه داده شد. پس از آن بسیاری از ارمنیان از آن ۶ روستا به شهر عنجر در لبنان مهاجرت نمودند. تنها ۱۴۰ تن در روستای واکف یکی از آن ۶ روستاباقی ماندند.

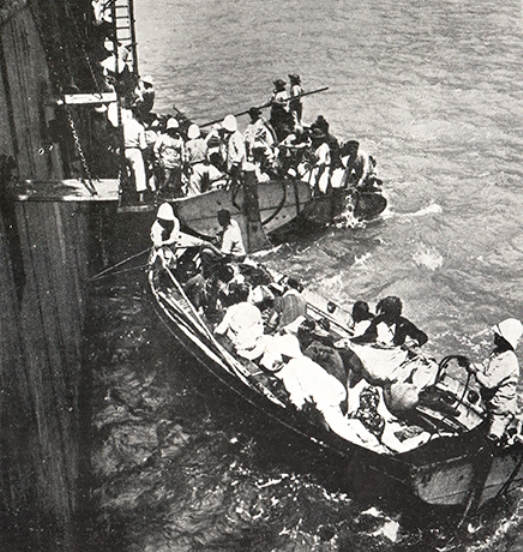
پناهندگان ارمنی در حال سوار شدن بر کشتی فرانسوی
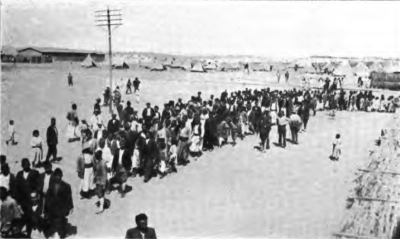
اردوگاه آوارگان در بندر پورت سعید
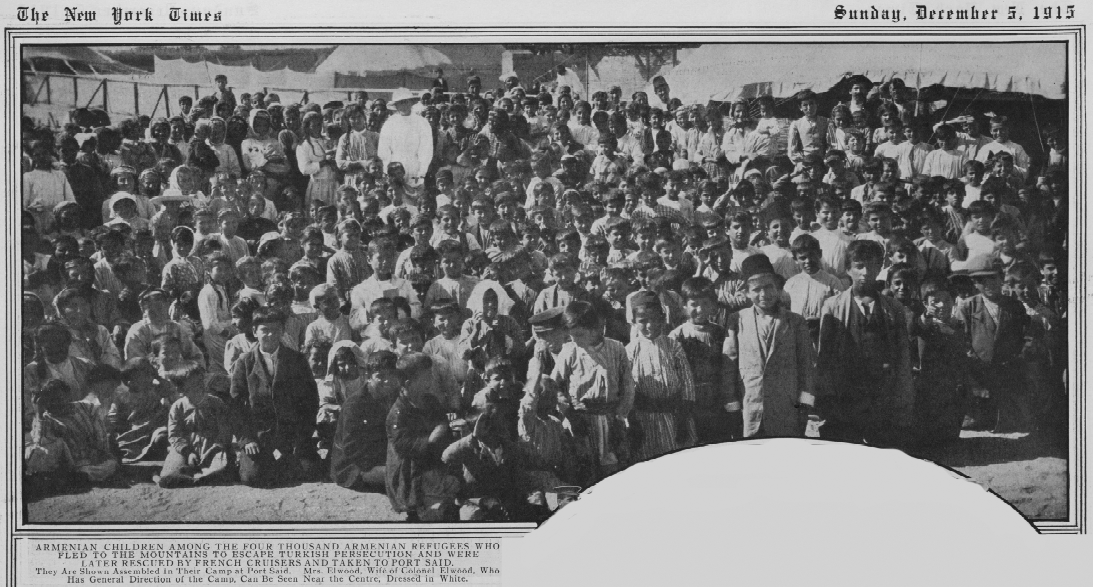
نوامبر ۱۹۱۵ روزنامه نیویورک تایمز.گروهی از کودکان ارمنی نجات یافته تحت حمایت فرانسه در مصر
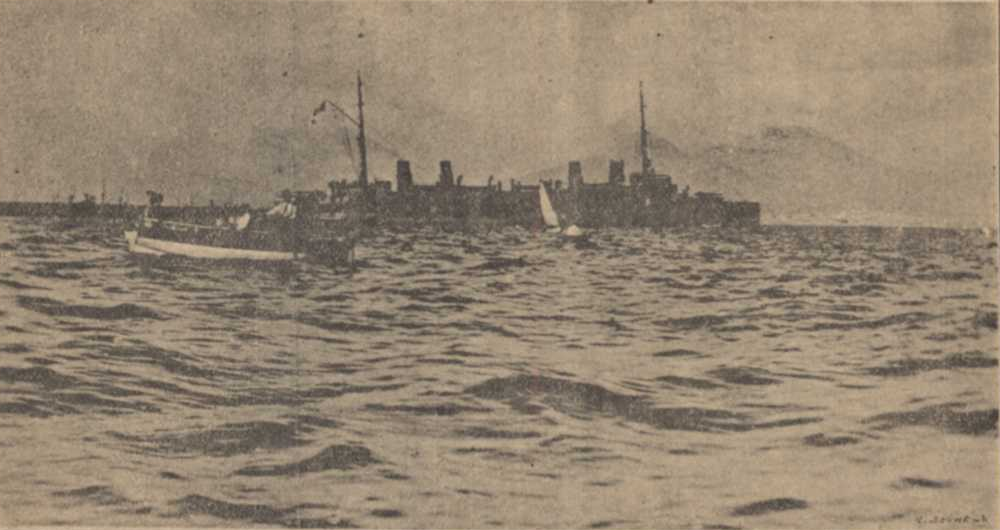
کشتی فرانسوی که هزاران تن از ارمنیان را نجات داده بود

## کتاب چهل روز موسی‌داغ
فرانتس ورفل، شاعر و نویسنده اهل اتریش، آفرینندهٔ رُمان حماسی چهل روز موسی داغ است. اثری ماندگار که توسط محمد قاضی به زبان فارسی برگردانده شده‌است.
چهل روز موسی داغ در مدت کوتاهی به زبان‌های انگلیسی، فرانسوی، ایتالیایی، ارمنی و چندین زبان دیگر ترجمه شد و بازتاب گسترده‌ای یافت. فرانتز ورفل با آفرینش این اثر توانست مسئلهٔ نسل‌کشی ارمنی‌ها را که نزدیک به دو دهه پس از وقوع، از سوی قدرتمندان جهان مسکوت مانده بود و به فراموشی سپرده می‌شد بار دیگر مطرح و عمق فاجعه را در برابر دیدگان جهانیان آشکار کند.
در کتاب چهل روز موسی داغ، جلد اول صفحه ۲۱۲ تا ۲۱۵:
کشیش یوهان لپسیوس که خود یکی از شاهدان عینی نسل‌کشی ارمنی‌ها است خطاب به اسماعیل انور می‌گوید:
«من از شما تمنا می‌کنم، ای عالیجناب، امر بفرمایید که زجر و آزار این بیچاره‌ها از همین امروز متوقف گردد! شما خواسته‌اید درس عبرتی به یک دشمن داخلی بدهید که تازه چنین نامی شایسته او نیست، آن هم درس عبرتی که در تاریخ نمی‌توان نظیر آن را پیدا کرد. اکنون صدها هزار آدم روی جاده‌های خاورزمین در حال زندگی و مرگ هستند. شما لطفاً از همین امروز به این حالت دردناک خاتمه بدهید. امر بدهید که فرمانهای تبعید تازه صادر شده را لغو کنند. در حق شخص من هم این لطف را بفرمایید که از تبعید ارمنیان سوریه شمالی و حلب و انطاکیه چشم بپوشید، و دستور بدهید که تاکنون هرچه کرده‌اند بس است.»
«من را به آنجا بفرستید این از نخستین پیشنهادهایی است که من می‌توانم به شما بکنم. خود سلطان پیر هم سابقاً از قبول این خواهش من سرنپیچیده بود. به من اختیار کامل برای سازمان دادن به حمل و نقل تبعیدیان بدهید. خداوند نیروی لازم به من خواهد داد، و من این زمینه بیش از هر کس دیگری تجربه دارم. من نیازی ندارم به اینکه حتی یک شاهی از دولت عثمانی پول بگیرم، و خودم شخصاً وسایل مالی لازم برای این موارد را فراهم خواهم نمود. انجمنهای کمک رسانی آلمانی و آمریکایی حاضرند در این باره به من کمک بکنند.»
اسماعیل انور به لحنی حاکی از تصویب می‌گوید:
«مقاصد گرانبهای شما برای من بسیار جالب توجه است، ولی در این حرفی نیست که من مجبورم آنها را رد کنم. خواسته‌هایی که شما هم‌اکنون برای من بیان کردید به من ثابت می‌کنند که تا به حال سوءتفاهمی در میان ما بوده‌است. اگر من به بیگانه‌ای اجازه بدهم که به ارمنیان کمک کند با این کارم سابقه‌ای ایجاد خواهم کرد که به اشخاص و در نتیجه به قدرتهای بیگانه اجازه خواهم داد که در امور مربوط به تُرکان دخالت بکنند. بدین گونه من همه سیاست خودم را که منظور از آن آموختن به ملت ارمنی است که تمایل به دخالت دادن بیگانگان چه نتایجی در پی خواهد داشت، بی ثمر کرده‌ام.»